# Stanoci i Epërm
Stanoci i Epërm (albanisch auch Stanoc i Epërm, serbisch Горње Становце Gornje Stanovce) ist ein kleines Dorf in der Gemeinde Vushtrria im Kosovo.

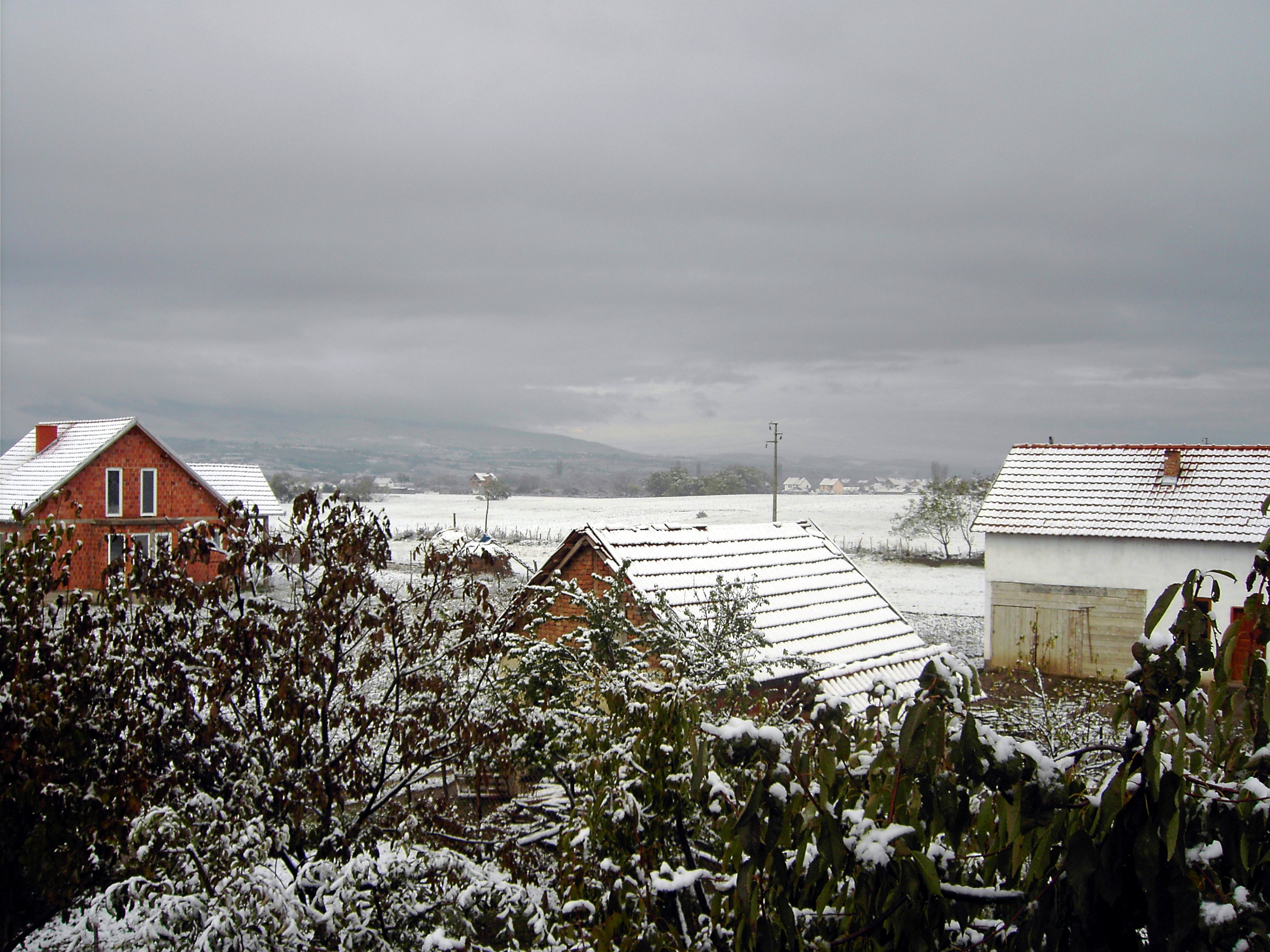
Stanoci i Epërm mit dem Berg Çyçavica im Hintergrund (2007)

Stanoci i Epërm befindet sich unweit der Nationalstraße M-2. Stanovc ist ungefähr fünfzehn Kilometer von der Hauptstadt Pristina entfernt. 
Bis zum Jahr 1999 war das Dorf auch unter dem Namen Bletajë bzw. Bletaja bekannt.
Stanoci i Epërm ist mit dem Bus erreichbar.

## Bevölkerung
Stanoci i Epërm hat gemäß 2011 durchgeführter Volkszählung 2501 Einwohner. 2495 (98,32 %) bezeichnen sich als Albaner, drei als Bosniaken, zwei Personen gaben eine abweichende Ethnizität an und von zwei weiteren Einwohnern konnte keine ethnische Zugehörigkeit erfasst werden.
| Volkszählung | 1948 | 1953 | 1961 | 1971 | 1981 | 1991 | 2011 |
| ------------ | ---- | ---- | ---- | ---- | ---- | ---- | ---- |
| Einwohner    | 761  | 891  | 1131 | 1456 | 2153 | 2499 | 2501 |